# Носендорф
Носендорф (њем. Nossendorf) општина је у њемачкој савезној држави Мекленбург-Западна Померанија. Једно је од 69 општинских средишта округа Демин. Према процјени из 2010. у општини је живјело 793 становника. Посједује регионалну шифру (AGS) 13052056.

## Географски и демографски подаци
Носендорф се налази у савезној држави Мекленбург-Западна Померанија у округу Демин. Општина се налази на надморској висини од 9 метара. Површина општине износи 35,1 km². У самом мјесту је, према процјени из 2010. године, живјело 793 становника. Просјечна густина становништва износи 23 становника/km².